# Tulipa tubergeniana
Tulipa tubergeniana är en liljeväxtart som beskrevs av Johannes Marius Cornelis John Hoog. Tulipa tubergeniana ingår i släktet tulpaner, och familjen liljeväxter. Inga underarter finns listade.

## Bildgalleri

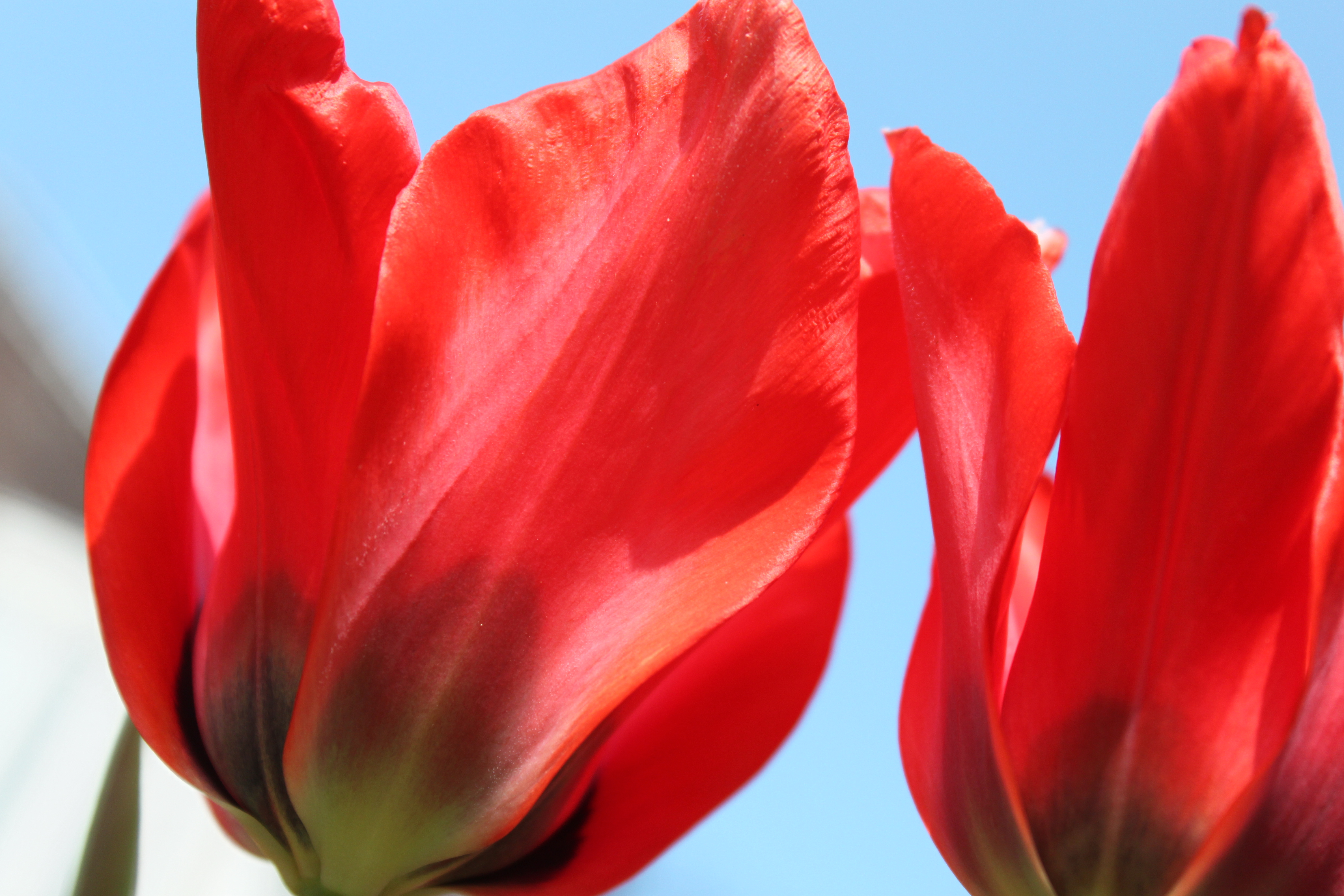